# Henri Fabre (médecin)
Pour les articles homonymes, voir Henri Fabre et Fabre.
Henri Fabre, né le 19 mai 1920 à Entraigues (Isère) et mort le 16 janvier 2012 à Grasse (Alpes-Maritimes), est un médecin français, cofondateur du Mouvement français pour le planning familial.

## Biographie
Ancien résistant et membre du Parti communiste de 1941 à la Libération, également engagé dans le mouvement de la Libre-pensée, Henri Fabre exerce comme médecin à Voiron depuis 1951.
De par sa pratique de gynécologue obstétricien, il est témoin des difficultés des femmes, tributaires de maternités non désirées et d'avortements clandestins aux conséquences catastrophiques. Il est l'un des premiers militants du droit à la contraception, plusieurs années avant le vote de la loi Neuwirth en 1967.
Après la création de « la Maternité heureuse » en 1956, association nationale visant à faire abroger la loi de 1920 qui interdit la contraception et l'avortement, le docteur Fabre fonde une section locale de cette association. Ayant vérifié que la loi de 1920 ne pénalise pas l'usage de produits contraceptifs, il ouvre le 10 juin 1961, à Grenoble, le premier centre de planning en France. Il fait partie, avec son confrère Pierre Simon, des premiers médecins à informer leurs patientes.
En 2021, une ancienne militante du planning dénonce son agression sexuelle par Henri Fabre soixante ans auparavant. En 2024, le planning lance un appel à témoignages pour savoir si d'autres femmes auraient été ses victimes dans les années 1961 à 1975.